# Thalattosuchus
Thalattosuchus (il cui nome significa "coccodrillo di mare") è un genere estinto di crocodylomorpho marino vissuto negli oceani del Giurassico medio, in Europa.

## Descrizione

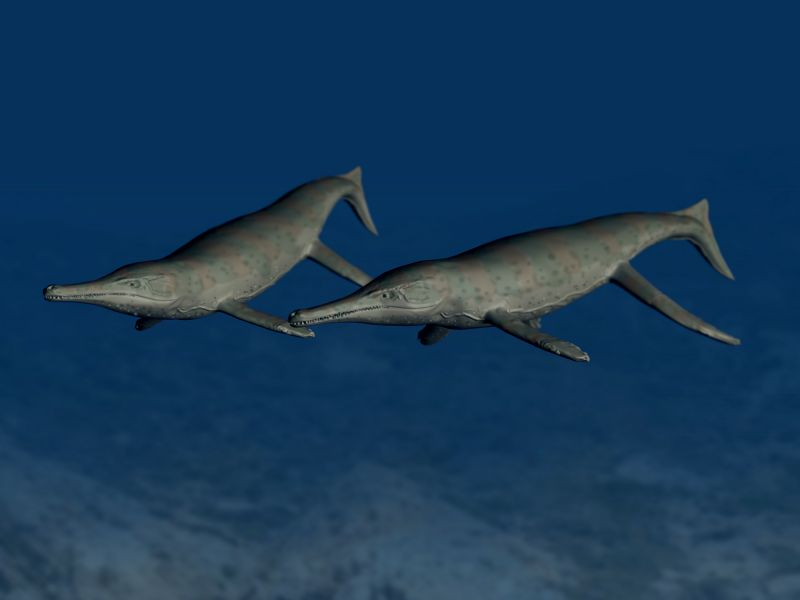
Ricostruzione digitale di due T. superciliosus

Thalattosuchus potevano tranquillamente raggiungere una lunghezza complessiva di 3 metri (9,8 piedi). Il cranio era vagamente simile a quello delle forme attuali, mentre il corpo, la coda e soprattutto le zampe erano estremamente adattate per l'ambiente marino. Il corpo era relativamente allungato, mentre la coda era dotata all'estremità di una pinna simile a quella dei pesci, a mezzaluna. Le zampe, invece, erano trasformate in pinne corte e piatte, con tutte le dita di un singolo arto riunite in un'unica membrana. Le zampe posteriori erano lunghe circa il doppio di quelle anteriori.
Nel complesso, il corpo snello e la coda dotata di pinna, rendevano questo animale un nuotatore più efficiente di qualsiasi altra specie di coccodrillo moderni.

### Dieta
Il Thalattosuchus era un predatore versatile e opportunista, cacciando una grande varietà di animali come i corazzati ammoniti e i pesci più rapidi; è inoltre possibile che potesse nutrirsi anche di animali volanti come gli pterosauri, che catturava mentre questi erano a pesca, oppure nutrirsi delle grande carcasse di plesiosauri e Leedsichthys, adagiate sul fondale o che galleggiavano in superficie.

## Classificazione
Il Thalattosuchus appartiene alla famiglia dei metriorhynchidae. Thalattosuchus era precedentemente assegnato a Metriorhynchus, come Metriorhynchus superciliosus. Tuttavia, Young et al. (2020) hanno mostrato che superciliosus è genericamente distinto dalle specie di tipo Metriorhynchus.

## Paleoecologia

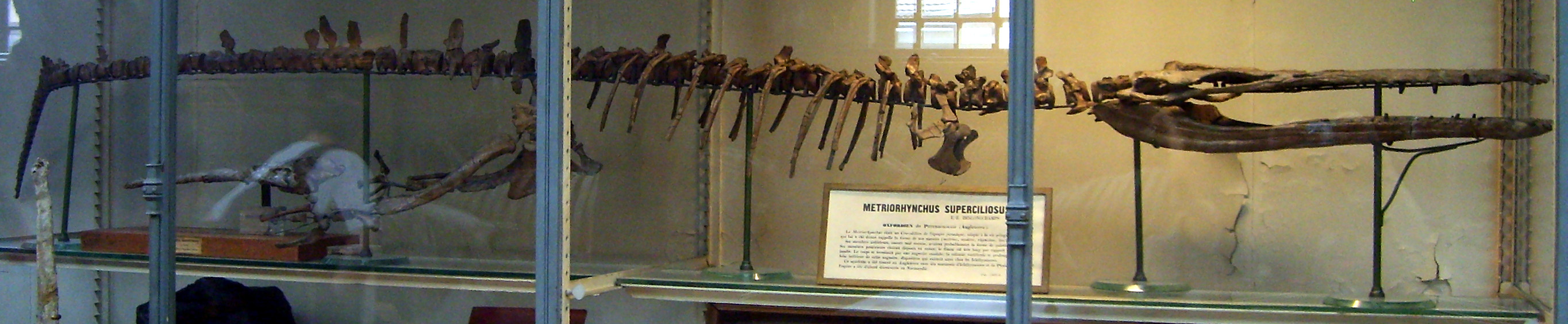
Scheletro di T. superciliosus

Nonostante il Thalattosuchus fosse un predatore eccezionale nella sua epoca, anch'esso poteva divenire facilmente preda di predatori ben più grandi. Difatti, Thalattosuchus condivideva il suo habitat con enormi predatori marini come Liopleurodon, che poteva raggiungere anche i 6,39 metri (21 piedi) di lunghezza. Dal momento che Metriorhynchus aveva perso i suoi osteodermi, (comuni nei coccodrilli odierni) per diventare nuotatori più efficienti, avrebbe avuto poca difesa contro i predatori marini più grandi.